# Al Thornton
Willie Alford Thornton, detto Al (Perry, 7 dicembre 1983), è un cestista statunitense.

## Carriera

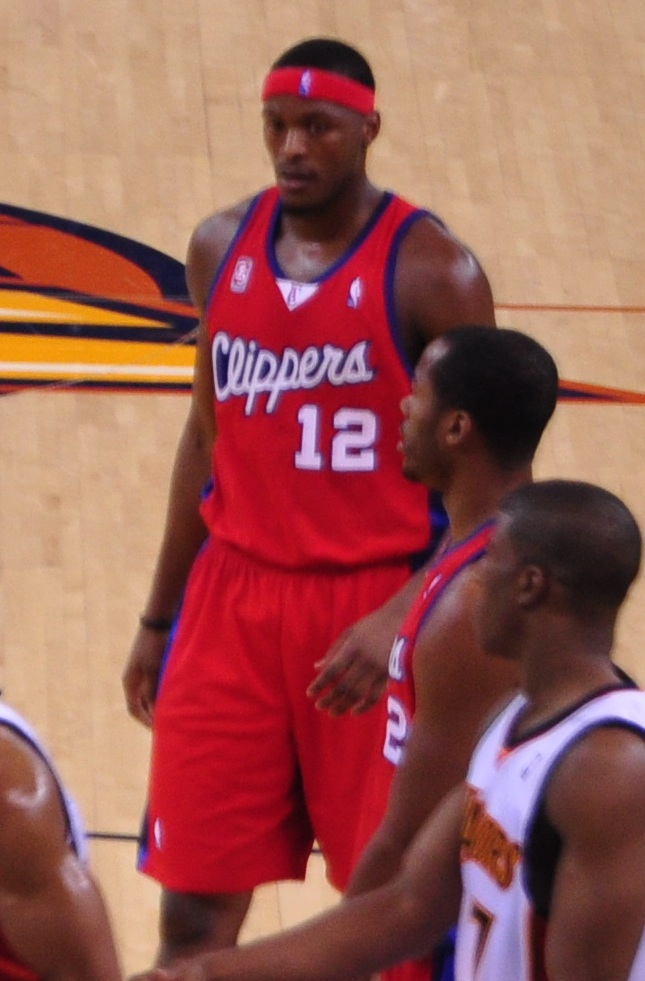
Thornton in maglia Clippers

Dopo aver giocato a livello universitario con Florida State, è stato scelto con la 14ª scelta assoluta nel draft NBA 2007 dai Clippers.
Nella sua prima stagione nella NBA, anche a causa dei molti infortuni capitati ai compagni di squadra pari ruolo, come Tim Thomas ed Elton Brand, è riuscito ad ottenere parecchio spazio concludendo la stagione con 79 partite giocate (di cui 31 in quintetto base) e totalizzando 12,7 punti, 4,5 rimbalzi e 1,2 assist di media a partita.
Di particolare rilievo la prestazione di Thornton nella vittoria dei Clippers contro i Memphis Grizzlies del 29 marzo 2008, chiusa con 39 punti (record di franchigia eguagliato per un rookie): 20 dei 39 punti sono stati realizzati nell'ultimo quarto dell'incontro. A fine stagione è stato eletto nel primo quintetto ideale dei rookie per la stagione 2007-08.
Il 17 febbraio 2010, penultimo giorno prima della chiusura del mercato NBA, viene inserito in uno scambio a tre squadre che lo porta ai Washington Wizards.

## Statistiche

### College
| Anno      | Squadra             | PG  | PT | MP   | TC%  | 3P%  | TL%  | RP  | AP  | PRP | SP  | PP   |
| --------- | ------------------- | --- | -- | ---- | ---- | ---- | ---- | --- | --- | --- | --- | ---- |
| 2003-2004 | Fl. State Seminoles | 30  | 0  | 7,9  | 51,7 | 42,9 | 50,0 | 1,8 | 0,2 | 0,2 | 0,2 | 2,8  |
| 2004-2005 | Fl. State Seminoles | 29  | 4  | 18,0 | 54,3 | 28,6 | 53,8 | 4,4 | 0,7 | 0,5 | 0,6 | 9,1  |
| 2005-2006 | Fl. State Seminoles | 30  | 30 | 29,0 | 51,8 | 47,6 | 74,4 | 6,9 | 1,2 | 1,0 | 0,3 | 16,1 |
| 2006-2007 | Fl. State Seminoles | 35  | 35 | 31,2 | 53,0 | 44,4 | 79,0 | 7,2 | 0,7 | 1,5 | 1,1 | 19,7 |
| Carriera  | Carriera            | 124 | 69 | 22,0 | 52,8 | 43,8 | 70,1 | 5,2 | 0,7 | 0,8 | 0,6 | 12,3 |

### NBA

#### Regular Season
| Anno      | Squadra       | PG  | PT  | MP   | TC%  | 3P%  | TL%  | RP  | AP  | PRP | SP  | PP   |
| --------- | ------------- | --- | --- | ---- | ---- | ---- | ---- | --- | --- | --- | --- | ---- |
| 2007-2008 | L.A. Clippers | 79  | 31  | 27,3 | 42,9 | 33,1 | 74,3 | 4,5 | 1,2 | 0,6 | 0,5 | 12,7 |
| 2008-2009 | L.A. Clippers | 71  | 67  | 37,4 | 44,6 | 25,3 | 75,4 | 5,2 | 1,5 | 0,8 | 0,9 | 16,8 |
| 2009-2010 | L.A. Clippers | 51  | 30  | 27,5 | 47,8 | 35,7 | 74,1 | 3,8 | 1,2 | 0,5 | 0,4 | 10,7 |
| 2009-2010 | Wash. Wizards | 24  | 16  | 28,1 | 46,3 | 35,3 | 69,4 | 4,3 | 1,2 | 0,8 | 0,5 | 10,7 |
| 2010-2011 | Wash. Wizards | 49  | 23  | 21,8 | 47,1 | 16,0 | 75,7 | 3,2 | 1,0 | 0,6 | 0,2 | 8,0  |
| 2010-2011 | G.S. Warriors | 22  | 0   | 14,3 | 49,0 | 0,0  | 82,9 | 2,6 | 0,5 | 0,3 | 0,1 | 6,0  |
| Carriera  | Carriera      | 296 | 167 | 28   | 45,2 | 29,3 | 74,7 | 4,2 | 1,2 | 0,6 | 0,5 | 11,9 |

## Palmarès
- NCAA AP All-America Third Team (2007)
- NBA All-Rookie First Team (2008)